# Liste der Kulturdenkmäler in Wartenberg-Rohrbach
In der Liste der Kulturdenkmäler in Wartenberg-Rohrbach sind alle Kulturdenkmäler der rheinland-pfälzischen Ortsgemeinde Wartenberg-Rohrbach aufgeführt. Grundlage ist die Denkmalliste des Landes Rheinland-Pfalz (Stand: 27. November 2018).

## Denkmalzonen
| Bezeichnung                     | Lage                           | Baujahr      | Beschreibung | Bild |
| ------------------------------- | ------------------------------ | ------------ | --- | ---- |
| Denkmalzone Mühle am Schloßberg | Wartenberg, Schloßberg 16 Lage | 1830er Jahre | im Mittelalter gegründete ehemalige Mühle; landschaftstypischer großflächiger Dreiseithof, im Wesentlichen aus den 1830er Jahren | BW   |

## Einzeldenkmäler
| Bezeichnung            | Lage                          | Baujahr                           | Beschreibung | Bild |
| ---------------------- | ----------------------------- | --------------------------------- | --- | ---- |
| Protestantische Kirche | Rohrbach, Kirchstraße 1a Lage | erste Hälfte des 12. Jahrhunderts | im Kern spätromanischer, barock überformter Saalbau, Mittelteil aus der ersten Hälfte des 12. Jahrhunderts, Westteil bezeichnet 1717 und 1728, Ostteil bezeichnet 1745, Dachreiter mit Glocken von 1515 und 1900; romanische und gotische Wandmalereien | BW   |